# Mauro Brasília
Mauro Lucius Graça Parente Carvalho, meglio noto con lo pseudonimo Mauro Brasília (1960), è un ex giocatore di calcio a 5 brasiliano.

## Biografia
Il figlio Reiner è un calciatore professionista.

## Carriera
Utilizzato come centrale difensivo, Mauro Brasília ha partecipato alla spedizione brasiliana al Campionato mondiale di calcio a 5 maschile 1985 in Spagna dove i verdeoro si sono confermati Campioni del Mondo. Si tratta dell'unica rassegna mondiale disputata dal giocatore brasiliano.